# Fédération royale marocaine de basket-ball
La Fédération royale marocaine de basket-ball ('FRMBB') est une association regroupant les clubs de basket-ball du Maroc et organisant les compétitions nationales et les matchs internationaux de la sélection du Maroc.
La Fédération marocaine a été fondée en 1956 en remplaçant la Ligue du Maroc de Basket-ball Association (LMBA), dont le dernier président est celui même qui a fait premier président de l'histoire de la fédération, qui n'est que feu monsieur Mohamed Bennani Smires. Elle est affiliée à la FIBA et membre fondateur de la FIBA Afrique.

## Ligues régionales
On compte 11 ligues régionales affiliés à la Fédération :
- Ligue du Chaouïa (Casablanca)
- Ligue du Centre (Rabat)
- Ligue du Nord-Ouest (Tanger)
- Ligue du Nord-Est (Fès)
- Ligue du Oum-Errabia (Beni Mellal)
- Ligue de Tensift (Essaouira)
- Ligue du Souss (Agadir)
- Ligue de Tafilalet (Errachidia)
- Ligue du Gharb (Kénitra)
- Ligue du Rif (El Hoceïma)
- Ligue de l'Oriental (Berkane)

## Bureau fédéral[1]
| Poste                      | Membre                    |
| -------------------------- | ------------------------- |
| Président                  | Aourach Mostafa           |
| 1er vice-président         | Tamditi Abdelhak          |
| 2e vice-président          | El Medrej Neigra          |
| Secrétaire général         | Baddi Brahim              |
| Secrétaire général adjoint | Tounsi Mohammed           |
| Trésorier général          | Jaraf Ahmed               |
| Trésorier général adjoint  | Abdouh Kamal              |
| Conseiller                 | Labib Lamyae              |
| Conseiller                 | Aziz Daif                 |
| Conseiller                 | El Yamani Said            |
| Conseiller                 | Chemlal Hassan            |
| Conseiller                 | Beloubad Noureddine       |
| Conseiller                 | Jdaini Mostafa            |
| Conseiller                 | Lamdaouar Mohamed Oussama |
| Conseiller                 | Froud Sellam              |

## Anciens présidents
- Mohamed Bennani Smires
- Mohamed Alami
- Hamid Skalli
- Thami Bennis
- Mohammed Ibrahimi
- Hammouda Yousri
- Noureddine Benabdenbi
- khalid tajeddine
- Khalid Taje-eddine